# Jonsereds station
Jonsereds station är en järnvägsstation i Jonsered, Partille kommun. Stationen ligger utefter Västra stambanan.
Stationen trafikeras av Göteborgs pendeltåg (Alingsåspendeln).

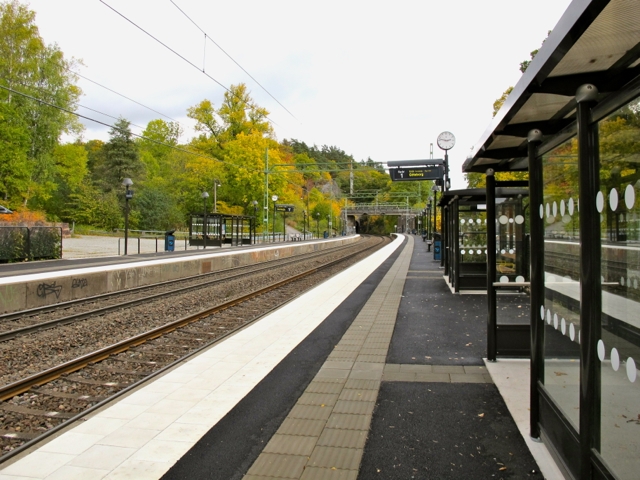
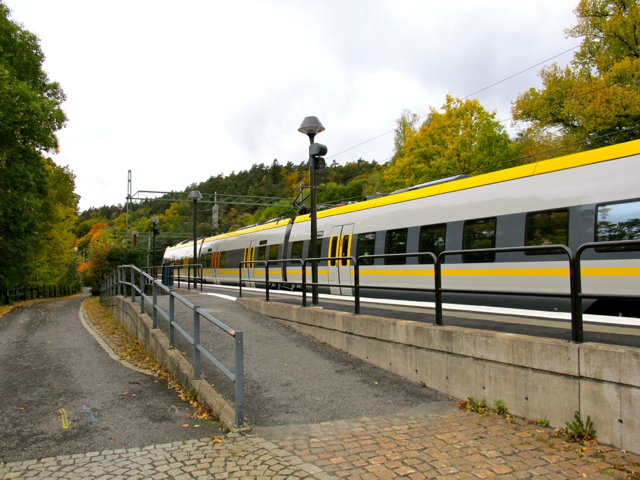
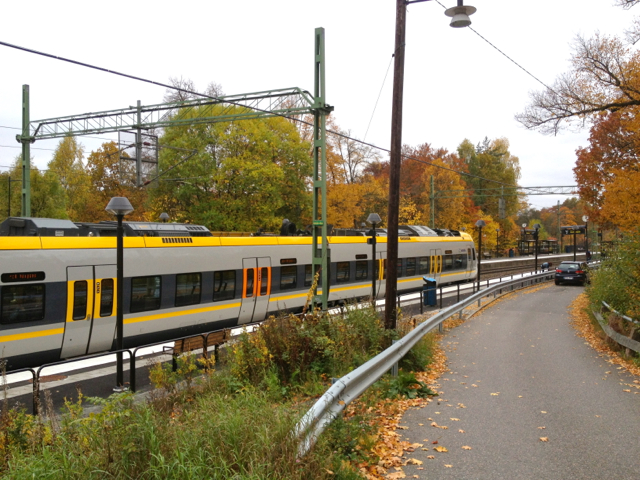